# Albert Wiersema

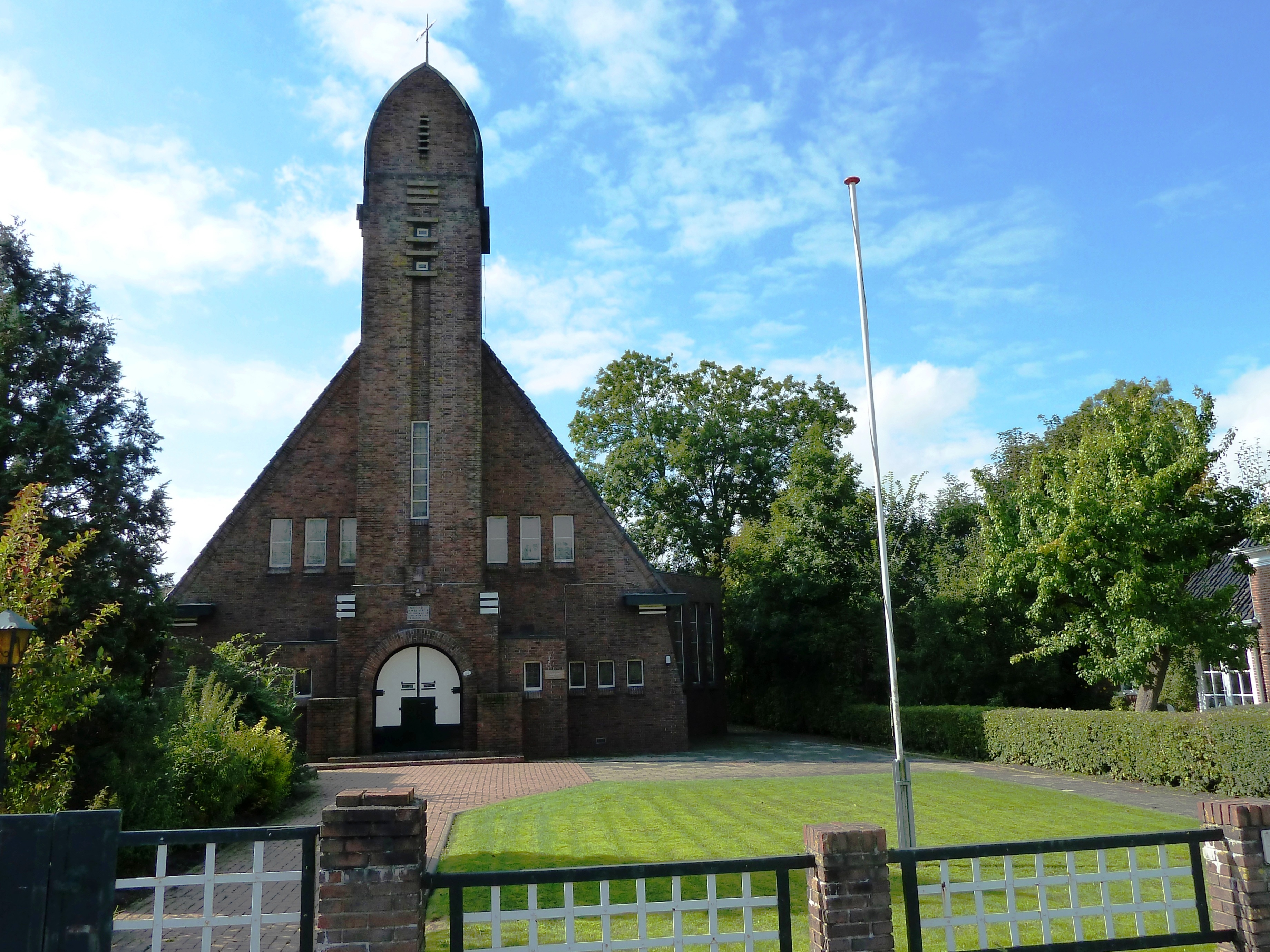
Gereformeerde kerk, Onderdendam (1932)

Albert Wiersema (Lutjewolde (gem. Bedum), 28 augustus 1895 - Bedum, 13 december 1966), in vakliteratuur vaak A. Wiersema genoemd, was een Nederlandse architect. De meeste van zijn werken - vooral woningen en kerkgebouwen - zijn in Bedum en omgeving te vinden. Verschillende daarvan zijn aangewezen als rijksmonument.

## Leven en werk
Albert Wiersema werd geboren in de buurtschap Lutjewolde bij Bedum en groeide op in Fraamklap, een gehucht even ten zuiden van Middelstum. Hij werd timmerman en nam in de avonduren lessen aan de Academie Minerva in Groningen. In 1924 bouwde hij in Bedum zijn eigen huis, waarin hij zijn architectenbureau vestigde. Daarnaast was hij brandschadetaxateur voor een verzekeringsbedrijf. Wiersema was gereformeerd en lid van de ARP (later van het GPV), wat er soms toe leidde dat hij opdrachten niet kreeg. In 1963 moest hij om medische redenen zijn architectenwerkzaamheden beëindigen. Hij overleed in december 1966 op 71-jarige leeftijd te Bedum.
Als architect ontwikkelde Wiersema aanvankelijk een eigen variant van de stijl van de Amsterdamse School, maar na de oorlog werden zijn ontwerpen traditioneler en kregen ze meer kenmerken van de Delftse School. Soms werkte hij samen met zijn plaatsgenoot en collega Karst Zevenberg (1893-1960).

## Werken (selectie)
- 1924: Eigen woning, Bedum[1]
- 1929: Rentenierswoning, Bedum[2]
- 1930: Middenstandswoning, Bedum[3]
- 1930: Woonhuis, Onderdendam[4]
- 1932: Gereformeerde kerk, Onderdendam[5]
- 1933: Gereformeerde pastorie, Onderdendam[6]
- 1934: Gereformeerde kerk, Westeremden[7]
- 1934: Plattelandsvilla, Lageweg Bedum
- 1934: Gereformeerde kerk (Rehoboth), Twijzel[8]
- 1934: Gereformeerde kerk, Mariënberg[9]
- 1935: Notariswoning, Bedum[10]
- 1936: Pompgebouw, Bedum[11]
- 1936: Boerderij De Har, Westeremden[12]
- 1938: Gereformeerde kerk (Noorder- of Goede Herderkerk), Bedum (uitvoering van een ontwerp van Egb. Reitsma)[13]